# Paseo Alcalde
El Paseo Alcalde es una calle de uso peatonal enclavada en la zona céntrica de Guadalajara. Está ubicado entre la Glorieta La Normal y la Plaza de Armas en sentido norte a sur.
Inicialmente concebido como una calle de tránsito vehicular, el paseo fue reconvertido a finales de la década de 2010 entre medio de varios hitos como la inauguración de la Línea 3 del Tren Eléctrico Urbano de Guadalajara.

## Ubicación
El Paseo Alcalde cruza el plano damero de la ciudad y tiene un largo de aproximadamente 23 manzanas.

## Historia
En la época fundacional de la ciudad, la entonces llamada calle de San Francisco por el convento homónimo era un importante centro de la actividad urbana. En 1893 la calle de Santo Domingo pasó a denominarse calle Alcalde en conmemoración del centenario del fallecimiento del obispo Antonio Alcalde y Barriga quien jugó un papel importante en la construcción de muchas obras en la ciudad y el mejoramiento urbano.
Durante la gubernatura de José de Jesús González Gallo de 1947 a 1953, como parte de su gran renovación urbana del centro histórico contrató al arquitecto Ignacio Díaz Morales para crear nuevos espacios públicos y mejoramiento del tráfico en la zona. En el proceso fue ampliada la calle Alcalde para ayudar con la creciente demanda automovilística. Así pues, para agrandar las avenidas fue necesario derribar edificios y emparejar el trazo de la calle. Aquellas demoliciones no han dejado de generar controversia, pues, aunque se procuró modernizar y agilizar al centro histórico, no deja de ser lamentable la pérdida irreparable de muchas construcciones antiguas con valor arquitectónico e histórico.
En 2017 el gobernador Aristóteles Sandoval y el presidente municipal Enrique Alfaro Ramírez arrancaron las obras de remodelación de la vía para convertirla de uso exclusivo peatonal. Sandoval lo describió como la obra más importante en Jalisco en 20 años. La creación del paseo peatonal más grande de México, terminada en 2018, costó 240 millones de pesos. Se instalaron 91 fuentes, 165 mesas, 561 bancas y alrededor de 2000 árboles.
Entre las obras de arte se encuentra el «Árbol adentro» por José Fors. Posteriormente en 2018 fue reconocido el paseo por su diseño.
En 2019 durante la construcción de Línea 3 del Tren Eléctrico Urbano de Guadalajara debajo del paseo se abrieron dos socavones frente el Museo del Periodismo y las Artes Gráficas, más conocido como la Casa de los Perros. Fue reabierto el tramo en 2020, pero no se descartó que pudiera volver a suceder.
En 2022 la Universidad de Guadalajara lo inauguró como un paseo literario, donde se colocaron 52 placas en las fuentes del paseo con frases de reconocidos escritores jaliscienses. Las placas también tienen código QR para que los paseantes puedan aprender más sobre los escritores y leer alguna de sus obras. A lo largo del paseo se instalaron 42 puntos con wifi gratuito con acceso a más de 13500 libros electrónicos, lo cual convierte al paseo Alcalde el más grande de su tipo en el mundo.

## Prolongación
- Extremo Norte: Carretera Federal 54 (intersección Glorieta La Normal).
- Extremo Sur: Avenida 16 de Septiembre (intersección Calle Morelos).